# Locomotion sur les articulations

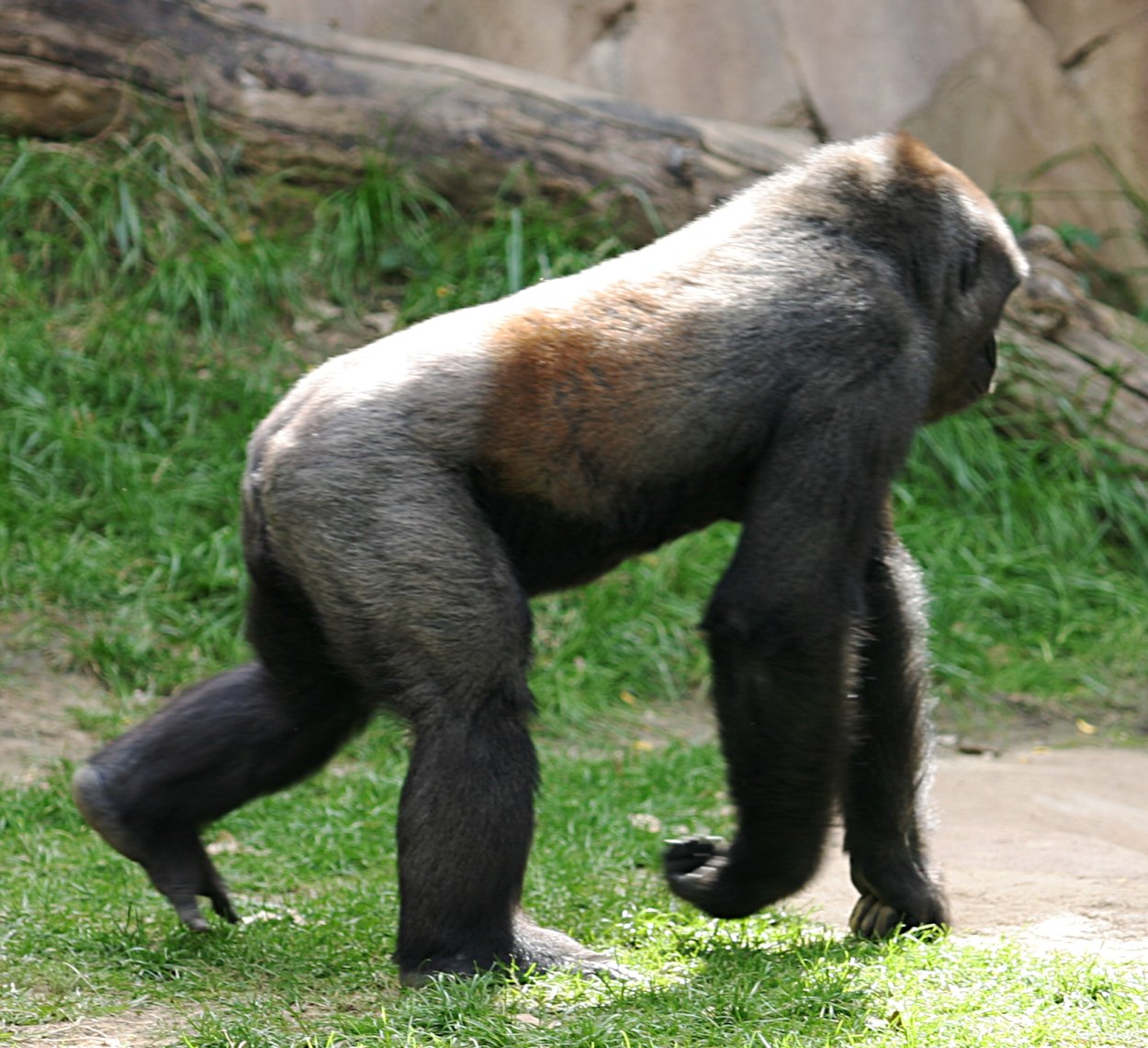
Un gorille des plaines de l'Ouest marchant sur ses articulations.

La locomotion sur les articulations ou marche sur les phalanges, aussi connue sous l’appellation anglaise knuckle-walking, est une forme de marche quadrupède dans laquelle les articulations des doigts fléchis des membres antérieurs sont utilisées.
Les gorilles et les chimpanzés utilisent ce moyen de locomotion en posant le dos de la deuxième phalange de leur main sur le sol. Une hypothèse est que l'ancêtre commun des hominidés ait pratiqué ce genre de locomotion. Selon une théorie, l'homme moderne se serait spécialisé dans la bipédie, le gorille et le chimpanzé auraient conservé le knuckle-walking.
Les Myrmecophagidae (fourmiliers et tamanoirs) et les ornithorynques pratiquent aussi le knuckle-walking. 